# لانغافو (أنغلزي)
لانغافو (بالإنجليزية: Llangaffo)‏ هي قرية تقع في المملكة المتحدة في ويلز.